# Musical jukebox

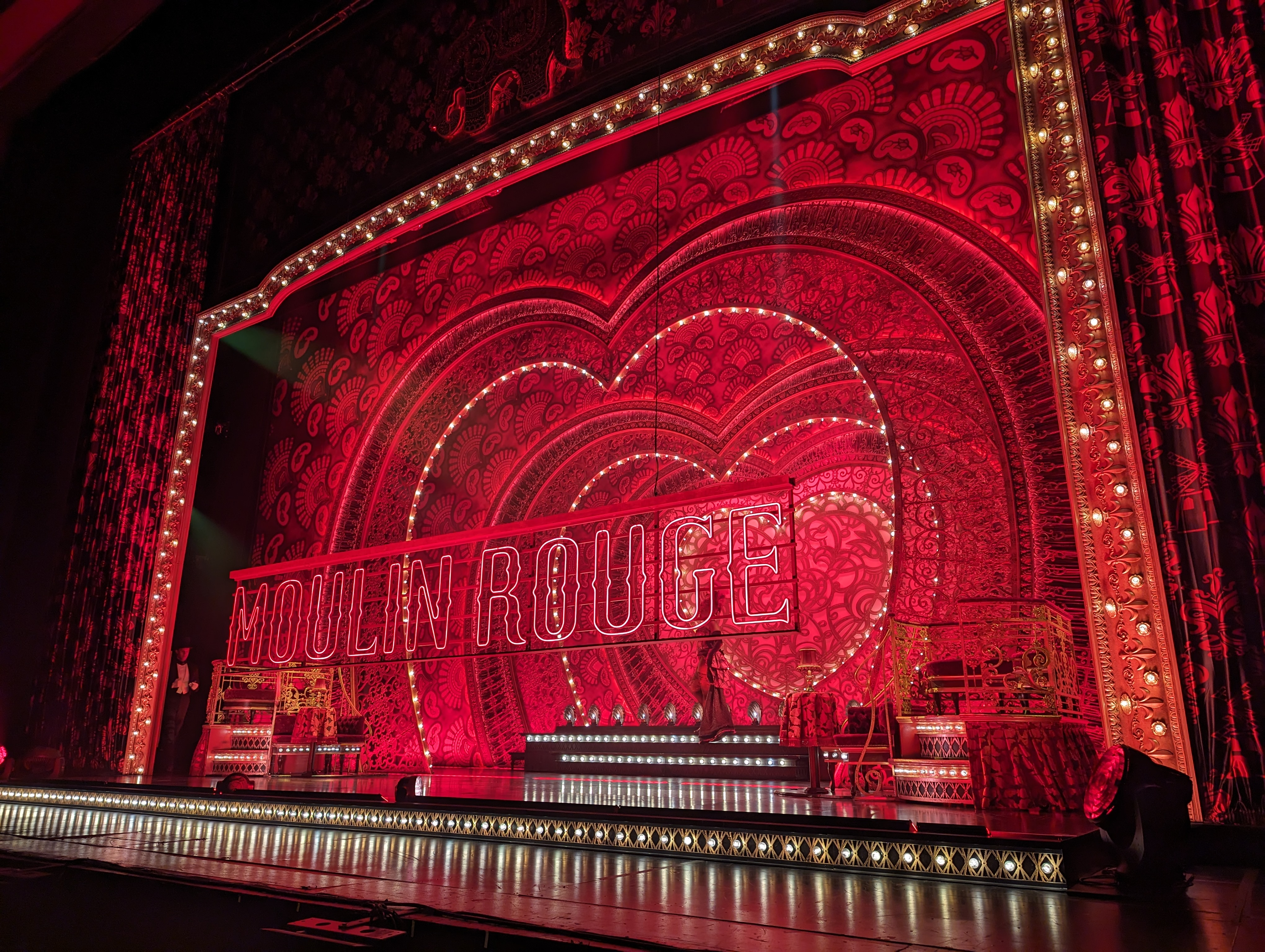
Moulin Rouge!, un musical de rockola, en el Kennedy Center en Washington D. C.

Un musical jukebox (lit. musical de tocadiscos o musical de rockola) es una obra o película de teatro musical que utiliza canciones previamente publicadas como su banda sonora. Generalmente las canciones comparten una conexión con un músico o grupo musical populares — ya sea porque fueron escritos por, o para, los artistas en cuestión, o al menos interpretados por ellos. Las canciones están contextualizadas en una trama dramática: a menudo, la biografía del artista cuya música se presenta, aunque a veces la trama no se revuelve en torno a un grupo en particular.
Algunas películas descritas como musicales jukebox presentan a un grupo de rock o alguno de sus miembros que interpretan a una versión ficticia de ellos mismos usando música aún sin publicar. Por ejemplo, Andrew Sarris aclamó a la primera película de los Beatles, A Hard Day's Night, llamándola «el Ciudadano Kane de los musicales jukebox», a pesar de que todas las canciones de los Beatles fueron escuchadas por primera vez en la película. Esto también ocurre en las segunda y tercera películas de los Beatles, Help! y Magical Mystery Tour, aunque su cuarta película, Yellow Submarine, incluía canciones en su mayoría previamente publicadas. Antes de los Beatles, muchas películas de Elvis Presley tenían canciones no publicadas. De forma parecida, en la década de 1980s, la película Purple Rain, de Prince, en la que el artista interpreta a un músico ficticio llamado The Kid («El Chico»), también presenta material hasta entonces inédito de Prince.
Otras películas descritas como musicales jukebox toman todas sus canciones de un solo álbum conceptual, presentando un ciclo de canciones dentro de un solo arco o trama, lo que a veces se llama una ópera rock. Tanto las películas Tommy, de The Who y The Wall de Pink Floyd adaptaron todo el ciclo de canciones entero de un solo álbum que ya se revolvía en torno a un personaje ficticio.
Aunque los musicales jukebox han sido exitosos por años (por ejemplo Buddy - The Buddy Holly Story, el musical sobre la vida de Buddy Holly que fue presentado en West End durante 13 años, de 1989 a 2003), su reciente aumento de popularidad se debe en buena parte al éxito de Mamma Mia!, basado en la música de ABBA.
La recepción crítica de los musicales jukebox ha estado dividida. Una de las críticas más comunes es el argumento de que hay demasiado enfoque en cuántas canciones pueden entrar en el musical. Algunos de estos musicales jukebox, como Lennon y Good Vibrations, han sido fracasos críticos y financieros. Otros, como Jersey Boys y All Shook Up, han recibido críticas positivas y se hicieron populares con fanáticos y críticos por igual.
El término musical jukebox' data al menos de 1962, después de jukebox (1939), a pesar de que el género – las películas que consisten principalmente de canciones populares – se remonta a las décadas de 1940 y 1950.[cita requerida] Como ejemplo de esto, están Jam Session, Un Americano en París (1951), Rock around the Clock (1956) y Juke Box Rhythm (1959).

## Selección de musicales jukebox

### 1970
| Año  | Título                             | Basado en la música de                |
| ---- | ---------------------------------- | ------------------------------------- |
| 1975 | The Night That Made America Famous | Harry Chapin                          |
| 1977 | Beatlemania (revue)                | The Beatles                           |
| 1977 | Elvis                              | Elvis Presley                         |
| 1978 | Ain't Misbehavin'                  | El Renacimiento de Harlem/Fats Waller |

### 1980
| Año  | Título                         | Basado en la música de                                 |
| ---- | ------------------------------ | ------------------------------------------------------ |
| 1983 | Abbacadabra                    | ABBA                                                   |
| 1984 | Leader of the Pack             | Ellie Greenwich, Jeff Barry, y Phil Spector            |
| 1989 | Buddy – The Buddy Holly Story  | Buddy Holly, y varios "estándares" de inicios del rock |
| 1989 | Return to the Forbidden Planet | Rock and roll de la década de 1960                     |

### 1990s
| Año  | Título                    | Basado en la música de                                 |
| ---- | ------------------------- | ------------------------------------------------------ |
| 1990 | Forever Plaid             | Grupos vocales masculinos de la década de 1950         |
| 1990 | Five Guys Named Moe       | Louis Jordan                                           |
| 1995 | Smokey Joe's Cafe         | Leiber y Stoller                                       |
| 1997 | Boogie Nights             | La década de 1970                                      |
| 1998 | Saturday Night Fever      | Bee Gees                                               |
| 1999 | Disco Inferno             | Música disco de la década de 1970                      |
| 1999 | Mamma Mia!                | ABBA                                                   |
| 1999 | The Marvelous Wonderettes | Grupos vocales femeninos de las décadas de 1950 y 1960 |

### 2000
| Año  | Título                            | Basado en la música de                                                                |
| ---- | --------------------------------- | ------------------------------------------------------------------------------------- |
| 2001 | Love, Janis                       | Janis Joplin                                                                          |
| 2001 | Shout! The Legend of The Wild One | Johnny O'Keefe                                                                        |
| 2002 | We Will Rock You                  | Queen                                                                                 |
| 2002 | Our House                         | Madness                                                                               |
| 2002 | Movin' Out                        | Billy Joel                                                                            |
| 2003 | The Boy from Oz                   | Peter Allen                                                                           |
| 2003 | Tonight's The Night               | Rod Stewart                                                                           |
| 2003 | Belles belles belles (fr)         | Claude François                                                                       |
| 2003 | Winter Wonderettes                | Música navideña de la década de 1960                                                  |
| 2004 | On the Record                     | The Walt Disney Company                                                               |
| 2004 | Beyond the Sea                    | Un biofilme de Bobby Darin                                                            |
| 2005 | Back to the 80's!                 | Varios artistas pop de la década de 1980                                              |
| 2005 | Lennon                            | John Lennon                                                                           |
| 2005 | Good Vibrations                   | The Beach Boys                                                                        |
| 2005 | All Shook Up                      | Elvis Presley                                                                         |
| 2005 | Honky Tonk Laundry                | Música country que fue popularizada por artistas femeninas de country                 |
| 2005 | Jersey Boys                       | Frankie Valli y The Four Seasons                                                      |
| 2005 | Hoy no me puedo levantar          | Mecano                                                                                |
| 2005 | Bésame Mucho                      | Varios artistas, boleros mexicanos y cubanos                                          |
| 2006 | Dusty – The Original Pop Diva     | Dusty Springfield                                                                     |
| 2006 | Hot Feet                          | Earth, Wind & Fire                                                                    |
| 2006 | Priscilla, reina del desierto     | Varios artistas, basado en la película Las aventuras de Priscilla, reina del desierto |
| 2006 | Daddy Cool                        | Boney M                                                                               |
| 2006 | Ring of Fire                      | Johnny Cash                                                                           |
| 2006 | Rock of Ages                      | Glam metal de la década de 1980                                                       |
| 2006 | Thriller - Live                   | Michael Jackson                                                                       |
| 2006 | The Times They Are A-Changin'     | Bob Dylan                                                                             |
| 2006 | The Onion Cellar                  | The Dresden Dolls                                                                     |
| 2006 | Why Do Fools Fall in Love?        | Varios artistas, éxitos de la década de 1960                                          |
| 2007 | Desperately Seeking Susan         | Blondie                                                                               |
| 2007 | Never Forget                      | Take That                                                                             |
| 2007 | Ich war noch niemals in New York  | Udo Jürgens                                                                           |
| 2007 | Xanadu                            | Electric Light Orchestra y Olivia Newton-John                                         |
| 2007 | Sunshine on Leith                 | The Proclaimers                                                                       |
| 2007 | The Slide                         | The Beautiful South                                                                   |
| 2008 | All the Fun of the Fair           | David Essex                                                                           |
| 2009 | Dreamboats and Petticoats         | Basado en el álbum con música de la década de 1960                                    |
| 2009 | Mentiras: el musical              | Varios artistas, canciones mexicanas de la década de 1980                             |
| 2009 | Fela!                             | Fela Kuti                                                                             |
| 2009 | Life Could Be a Dream             | Música Doo-wop alrededor de 1960                                                      |

### 2010
| Año  | Título                                 | Basado en la música de                                               |
| ---- | -------------------------------------- | -------------------------------------------------------------------- |
| 2010 | Perfect Harmony                        | Varios artistas, desde The Jackson 5 a Pat Benatar)                  |
| 2010 | Everyday Rapture                       | Varios artistas, desde Judy Garland y The Supremes a Mr. Rogers)     |
| 2010 | Come Fly Away                          | Frank Sinatra                                                        |
| 2010 | Million Dollar Quartet                 | Elvis Presley, Jerry Lee Lewis, Carl Perkins, y Johnny Cash          |
| 2010 | American Idiot                         | Green Day                                                            |
| 2011 | Waiting for a Train                    | Jimmie Rodgers                                                       |
| 2011 | Baby It's You!                         | The Shirelles                                                        |
| 2011 | Life in a Nutshell                     | Barenaked Ladies                                                     |
| 2011 | Si nos dejan                           | Varios artistas, canciones mexicanas de 1930-1950                    |
| 2011 | Hinterm Horizont                       | Udo Lindenberg                                                       |
| 2012 | I Dreamed a Dream                      | Varios artistas, covers de Susan Boyle                               |
| 2012 | Viva Forever!                          | Spice Girls                                                          |
| 2012 | Disaster!                              | Canciones populares de la década de 1970                             |
| 2012 | Yoshimi Battles the Pink Robots        | The Flaming Lips                                                     |
| 2013 | Beautiful: The Carole King Musical     | Carole King                                                          |
| 2013 | After Midnight                         | Duke Ellington                                                       |
| 2013 | Motown: The Musical                    | Motown                                                               |
| 2013 | Marta tiene un marcapasos              | Hombres G                                                            |
| 2014 | Holler If Ya Hear Me                   | Tupac Shakur                                                         |
| 2014 | Rochópera: Historia de Ricky el Simple | Pibes Chorros, Meta Guacha, Johnny Cash y Hank Williams, entre otros |
| 2014 | Cyrano De Burger Shack                 | Varios artistas, desde Carly Rae Jepsen a Smash Mouth)               |
| 2015 | On Your Feet!                          | Emilio Estefan y Gloria Estefan                                      |
| 2016 | Verdad o Reto: el musical              | Varios artistas, canciones pop mexicanas de la década de los 90'     |
| 2017 | Amor Eterno                            | Juan Gabriel                                                         |

## Lista de películas musicales jukebox
- Yankee Doodle Dandy (1942), una película acerca de la vida del dramaturgo y compositor George M. Cohan, con varias de sus canciones, que fueron grandes éxitos en su tiempo (finales del siglo xix e inicios del xx.
- Meet Me in St. Louis (1945), presentado canciones populares de inicios del siglo xx y tres nuevas canciones escritas para Judy Garland.
- Till the Clouds Roll By (1946), un biofilme acerca del compositor Jerome Kern, con varias de sus canciones.
- Easter Parade (1948), presentando varias canciones de Irving Berlin.
- One Sunday Afternoon (1948), presentando canciones populares de inicios del siglo xx.
- Singin' in the Rain (1952), presentando canciones populares de las décadas de 1920 y 1930, así como canciones de Arthur Freed.
- Love Me or Leave Me (1955), presentando canciones populares de la década de 1930.
- Hootenanny Hoot (1963), una película de bajo presupuesto de MGM que buscaba aprovechar la entonces alta popularidad en Estados Unidos de la música folk. Con apariciones de Johnny Cash, Judy Henske, y otros artistas de la música folk.
- Your Cheatin' Heart (1964), basado en la vida de Hank Williams, con varias de sus canciones.
- A Hard Day's Night (1964), basada principalmente en canciones inéditas de los Beatles.
- Help! (1965), basada principalmente en canciones inéditas de los Beatles.
- Yellow Submarine (1968), basada en canciones de los Beatles
- At Long Last Love (1975), basada en las canciones de Cole Porter.
- Tommy (1975), Basada en el álbum de ópera rock Tommy de The Who.
- All This and World War II (1976), Un documental sobre la Segunda Guerra Mundial con canciones de los Beatles
- New York, New York (1977), con música popular de las décadas de 1920 hasta 1940.
- Sgt. Pepper's Lonely Hearts Club Band (1978), basada en las canciones de los Beatles y en su álbum homónimo.
- All That Jazz (1979), con música popular de inicios del siglo xx.
- Can't Stop the Music (1980), con canciones contemporáneas de música disco
- The Blues Brothers (1980), presentando varias canciones populares del género rhythm & blues.
- American Pop (1981), con canciones de rock de las décadas de 1960 y 1970.
- Pennies from Heaven (1981), basado en los estándares de jazz de la década de 1930 y musicales de MGM.
- Pink Floyd – The Wall (1982), basado en la ópera rock "The Wall" del grupo Pink Floyd.
- Purple Rain (1984), con música inédita de Prince y The Time.
- Everyone Says I Love You (1996), con música popular de inicios del siglo xx.
- Spice World (1997), basada en la música de The Spice Girls
- Blues Brothers 2000 (1998), presentando varias canciones populares de rhythm & blues.
- Love's Labour's Lost (2000), con canciones clásicas de Broadway de la década de 1930.
- Moulin Rouge! (2001), con canciones populares de varias décadas.
- Interstella 5555 - The 5tory of the 5ecret 5tar 5ystem (2003), Basada en el álbum Discovery de Daft Punk
- Ray (2004), basada en la música de Ray Charles
- 20 centímetros (2005), varios artistas, presentando varias canciones pop de distintas décadas.
- Walk the Line (2005), basada en la música de Johnny Cash.
- Happy Feet (2006), con música popular de varias décadas.
- Idlewild (2006), presentando las canciones de OutKast
- Romance & Cigarettes (2006), con canciones populares (principalmente con temática romántica) de las décadas entre 1950 y 1970.
- Across the Universe (2007), con canciones de The Beatles.
- Stilyagi (2008), presentando canciones soviéticas de las décadas de 1970 y 1980.
- Mamma Mia! (2008), basada en el musical Mamma Mia!, que a su vez se basa en las canciones de ABBA
- Happy Feet Two (2011), con canciones populares de varias décadas.
- Rock of Ages (2012), con canciones de hard rock y metal de la década de 1980.
- Lovestruck: The Musical (2013), con canciones pop y dance de las décadas de 1980 en adelante.
- Sunshine on Leith (2013), basada en el musical Sunshine on Leith, que a su vez se basa en canciones de The Proclaimers
- Jersey Boys (2014), basada en el musical Jersey Boys, que a su vez se basa en la música de The Four Seasons
- ¿Qué le dijiste a Dios? (2014); con canciones de Juan Gabriel.
- Walking on Sunshine (2014), con canciones pop de la década de 1980.
- Magia extraña (2015) con canciones en varios géneros y de varios artistas.
- Trolls (2015).
- Sing (2016).
- Explota Explota (2020), con canciones de Raffaella Carrà.